# Chica-Carlota
Chica-Carlota es una localidad española del municipio de La Carlota, perteneciente a la provincia de Córdoba, en la comunidad autónoma de Andalucía.

## Toponimia
El nombre del lugar puede encontrarse referido como Pequeña-Carlota, Pequeña Carlota y Chica-Carlota.

## Historia
Hacia mediados del siglo XIX, el lugar, una aldea perteneciente a La Carlota, tenía contabilizada una población de 250 habitantes. La localidad aparece descrita en el decimosegundo volumen del Diccionario geográfico-estadístico-histórico de España y sus posesiones de Ultramar de Pascual Madoz de la siguiente manera:

PEQUEÑA-CARLOTA: ald. en la prov. y dióc. de Córdoba (3 leg.), part. jud. de Posadas (3), ayunt. y térm. de la Carlota: se compone de 40 casas de tierra y 20 de rama, en las que habitan unos 63 vec., 250 alm.; teniendo tambien una ermita servida por un capellan amovible de nombramiento del diocesano. Sus prod. son las mismas que las de la Carlota (V.).
(Madoz, 1849, p. 796)

En 2022, la entidad singular de población tenía empadronados 684 habitantes y el núcleo de población 339 habitantes.